# 豆张庄镇
豆张庄镇，是中华人民共和国天津市武清区下辖的一个乡镇级行政单位。
2020年7月，全国爱卫会命名豆张庄镇为2017-2019周期国家卫生乡镇。

## 建置沿革
2013年，天津市民政局批复同意撤销豆张庄乡，设立豆张庄镇。

## 行政区划
豆张庄镇下辖以下地区：
豆张庄村、东辛庄村、西辛庄村、高场村、龚家庄村、北场村、西柳行村、西南行村、西州村、茨州村、来家庄村、眷兹村、南双庙村、中双庙村、北双庙村、周立营村、青坨村和双河村。